# Relais de Fusiès
 (octobre 2013).
Si vous disposez d'ouvrages ou d'articles de référence ou si vous connaissez des sites web de qualité traitant du thème abordé ici, merci de compléter l'article en donnant les références utiles à sa vérifiabilité et en les liant à la section « Notes et références ».
Le relais de Fusiès est un ancien relais de diligence et de poste aujourd'hui en cours de classement auprès des Bâtiments de France, qui fait partie de l'histoire de Lacaune (Tarn) et de sa région (Monts de Lacaune) depuis 1690.

## La famille Fusiès

### 1685
La famille Fusiès, qui avait adhéré à la Réforme, vint se réfugier dans la Montagne, vers 1685, ils étaient originaires du Bas Rouergue au sud de l’Aveyron. Ils s’installent alors au centre du bourg, face à l'église, au carrefour des routes venant de Castres, Murat-sur-Vèbre, la Salvetat. Le Relais auberge va alors plutôt servir de relais de poste pour les chevaux que de Relais Restaurant.

### XVIIIesiècle
la famille Fusiès participa activement à la création de la ligne de diligences Béziers—St-Gervais-sur-Mare—Lacaune—Castres, il lui a fallu établir de nombreux relais distants de 2 lieues en moyenne (une lieue des Postes équivalait à un peu plus de 4 km), en venant Béziers, il y avait donc un relais à St-Étienne d'Estrechoux, St-Gervais-sur-Mare, Andabre, Le Péras, la Croix de Mounis, la Baraquette, la Mouline, Murat/Vèbre, Moulin Mage (autre ligne avec embranchement vers Camarès-en-Rouergue), la Trivalle et Lacaune.

### XIXesiècle
le père Fusiès partagea pour ses 2 fils cette ligne Béziers—Lacaune—Castres en 2 tronçons bien distincts, pour l'un la ligne Béziers—Lacaune et pour l'autre Lacaune—Castres. Ce Relais de Poste Fusiès va prospérer jusqu'à l'avènement de la voie ferrée Castres—Lacaune—Murat au début du XXe siècle, Le petit train de la Montagne arrivera à Lacaune en 1909 et à Murat en 1911. La ligne de chevaux Lacaune—Castres devient très vite inopérante, seule subsistera jusqu'en 1920 la portion de ligne Lacaune—Murat—St Gervais jusqu'à St Étienne d'Estrechoux. Il fallait donc que les Fusiès se reconvertissent.

### XXesiècle
Après avoir conduit les chevaux, Marcel Fusiès, en 1886, se lance avec son frère Jules, réputé chef de cuisine, et avec son oncle Léopold Mas, dans l'aventure d'un relais gastronomique. Marcel Fusiès métamorphosa en 1920 l’auberge qui devint très vite un établissement de luxe et prit le nom de Central Hôtel Fusiès. Pour compenser la fermeture définitive de l’établissement thermal, en 1928 Marcel Fusiès va créer le Casino. Vinrent ensuite les années noires de la Seconde Guerre mondiale, il fallut faire le dos rond et assumer du mieux possible, Marcel Fusiès est devenu premier adjoint au maire de Lacaune quand arrivent les réfugiés diamantaires juifs hollandais en 1942.
Après la guerre, l’hôtel-restaurant Central Fusiès et son casino devinrent deux véritables institutions tarnaises. À partir des années 1970 et les suivantes, Yvonne, la nouvelle épouse de Pierre Fusiès, impulse une nouvelle dynamique au Restaurant Fusiès afin de pouvoir accueillir de nombreux groupes.
En l’absence de repreneur et malgré trois fils, c’est en 2003 qu’aura lieu la vente de l’établissement (hôtel et casino) à une tierce société par Pierre Fusiès.

## Le bâtiment
Restauré en 2006 et exploité en hôtel de 30 chambres depuis, il  conserve une bonne partie de ses pièces d'origines. Ainsi un petit circuit de visite a été créé où l'on peut toujours voir :
- Lanterne à gaz du XIXe siècle

Ces lanternes en cuivre et verre étaient autrefois alimentées au gaz et disposées à l'ancien casino saint Michel
- Salle à manger

Initialement utilisée comme écuries, cette pièce a été aménagée en salle de restaurant dans les années 1920. On doit la réalisation des fresques murales à M. Boutonnet, artiste local de l’époque en 1925
- Escalier monumental

Deuxième clef de voûte de l’édifice avec la cheminée, cette superbe réalisation  en châtaignier est d’origine. Il aurait été réalisé à partir de bois récupéré sur un ancien pont de chemin de fer.